# Andrzej Sekuła
Andrzej Sekuła (* 19. Dezember 1954 in Wrocław) ist ein polnischer Kameramann und Regisseur.

## Leben
1980 emigrierte Sekuła in das Vereinigte Königreich, wo er an der National Film and Television School studierte. Später zog er in die Vereinigten Staaten. Sein Debüt als Kameramann gab er 1990 für den Kurzfilm The Brooch Pin and the Sinful Clasp. Zwei Jahre später drehte er bei dem Film Reservoir Dogs – Wilde Hunde erstmals mit dem Regisseur Quentin Tarantino. Die Zusammenarbeit wiederholte sich 1994 bei Pulp Fiction. Ihre dritte Zusammenarbeit fand ein Jahr darauf bei dem Episodenfilm Four Rooms statt. 1998 gab Sekuła sein Debüt als Regisseur mit dem Gangsterfilm Voodoo Dawn mit Michael Madsen in der Hauptrolle. Im Jahre 2002 drehte er mit Cube 2: Hypercube seinen zweiten Film, bei diesem übernahm er ebenso wie bei seinem Debütfilm auch die Kameraarbeit. 2006 folgte sein dritter Film  The Pleasure Drivers. 
Seine Arbeit an Pulp Fiction brachte ihm 1995 eine Nominierung für den BAFTA Film Award ein.

## Filmografie (Auswahl)
- 1992: Reservoir Dogs – Wilde Hunde (Reservoir Dogs)
- 1993: Drei von ganzem Herzen (Three of Hearts)
- 1994: Pulp Fiction
- 1994: Sleep with Me – Liebe zu dritt (Sleep with Me)
- 1995: Auf der Spur einer Beichte (Original Sins)
- 1995: Body Language
- 1995: Dem Mond so nah (Across the Moon)
- 1995: Hackers – Im Netz des FBI (Hackers)
- 1995: Four Rooms
- 1997: Das letzte Attentat (A Further Gesture)
- 1997: Stardust – Entscheidung in Hollywood (Stand-ins)
- 1998: Cousine Bette (Cousin Bette)
- 1998: Voodoo Dawn
- 2000: American Psycho
- 2002: Cube 2: Hypercube
- 2006: The Pleasure Drivers
- 2007: Motel (Vacancy)
- 2008: Vice
- 2009: Armored
- 2010: Trust
- 2012: For the Love of Money
- 2014: Tokarev – Die Vergangenheit stirbt niemals (Rage)
- 2016: Rage – Tage der Vergeltung (I Am Wrath)
- 2016: Lord of Shanghai
- 2016: USS Indianapolis: Men of Courage
- 2018: Speed Kills